# Leon L. Van Autreve
Leon L. Van Autreve, född 29 januari 1920 i Eeklo, Belgien, död 14 mars 2002 i San Antonio, Texas, var den fjärde Sergeant Major of the Army i USA:s armé, och tjänstgjorde 1973-1975.